# Milde (å)
 Ikke at forveksle med Milde (flod).
Milde eller Mildeå var en å, som løb indtil 1489 syd for købstaden Husum gennem den nuværende Sønder Marsk. Nær det tidligere udløb ligger kirkebyen Mildsted. Åen lå ved grænsen mellem Gøs Herreder og Ejdersted.
I 1151 lod Knud 5. (Knud Magnussen) på sin flugt fra medkongen Svend Grathe opføre fæstningen Mildeborg, beliggende på Mildsted fælled og ved sammenløbet med Trenen. Hundrede år senere samlede kong Abel her en stor hær, hvormed han angreb nordfriserne på Ejdersted. Efter nederlaget ved Oldensvort blev han dræbt på Mildedæmningen (Mildebro) i nærheden af borgen. Mildeborgen blev derefter formodentlig ødelagt af friserne.
Der er fremsat to tolklninger af ånavnet. Den ene forklarer Milde som *Meldion, afledning til meld≈sand-, sandstrækning. En anden mulighed er en afledning af adj. mild i den bl.a. fra runedansk overleverede betydning gavmild. Ordet kunne sigte mod åens fiskerigdom.